# BCL2L11
Bcl-2-like protein 11, communément appelée BIM, est une protéine qui, chez l'homme, est codée par le gène BCL2L11,.

## Fonction
La protéine codée par ce gène appartient à la famille des protéines  BCL-2. Les membres de la famille BCL-2 forment des hétérodimères ou des homodimères et agissent comme des régulateurs anti ou pro-apoptotiques participant à une vaste gamme d'activités cellulaires. La protéine codée par ce gène contient un domaine homologique Bcl-2 3 (BH3). Il a été démontré qu'il interagit avec d'autres membres de la famille de protéines BCL-2, y compris BCL2, BCL2L1/BCL-X(L), et MCL1, et qu'il agit comme activateur apoptotique. L'expression de ce gène peut être induite par un facteur de croissance nerveuse (NGF).